# ジローラモ・ディルータ
ジローラモ・ディルータ（Girolamo Diruta、1554年頃 – 1610年以降）はイタリアの作曲家、音楽理論家、オルガン奏者。教師として有名で、対位法についての著作と、鍵盤（特にオルガン）奏法の発展への寄与で知られる。

## 生涯
ディルータはペルージャ近くのデルータに生まれた。活動の盛期以外はどのような人生をたどったのかほとんどわかっていない。1574年にフランシスコ会士となったこと、1580年にヴェネツィアに行き、クラウディオ・メールロ、ジョゼッフォ・ツァルリーノ、コスタンツォ・ポルタ（同じくフランシスコ会士であった）に会っていること、おそらく彼らのそれぞれに師事したであろうことは伝わっている。メールロはおそらく1580年代にディルータのために紹介状を認めており、そこに彼が自分の最も優秀な弟子の一人であると述べている。1593年までにキオッジャの聖堂のオルガニストとなっていたことが知られ、1609年にはグッビオのオルガン奏者を務めている。1610年、著作『トランシルヴァニア人』（Il transilvano）の第二部を、フェルディナンド1世・デ・メディチの姪、レオノーラ・オルシーニ・スフォルツァに献呈しているが、それ以降の記録は一切残っていない。

## 作品

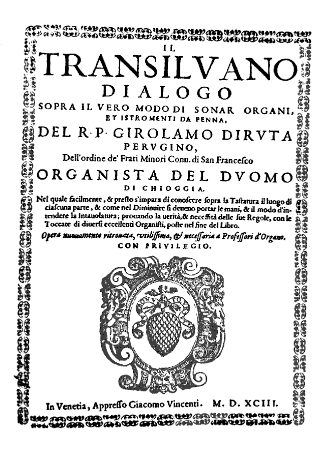
『トランシルヴァニア人』第一部（1593年）の表紙

ディルータの主要な業績は、オルガン奏法、対位法、作曲法について著した二部構成の著作『トランシルヴァニア人 Il Transilvano』（第一部 1593年; 第二部 1609-10年、ヴェネツィア）である。この著作は、ディルータが出会ったトランシルヴァニアからの外交使節イシュトバン・デ・ヨシーカ（Istvan de Josíka）との対話の形式で記されている。内容上は、オルガンの奏法を他の鍵盤楽器の奏法と区別して述べている実践的な議論の最初のものの一つであることが重要である。特に一貫した運指法を確立しようとした最初期の試みである点は注目される。ただしディルータの述べている指使いは今日ではほとんど用いられていない（例えば、ディルータはハ長調の音階で、親指を使わず、中指が薬指の上を越える運指法を示している）。
対位法家としては、ディルータはヨハン・ヨーゼフ・フックスを先取りしており、さまざまな異なる「種類」の対位法（例えば、1（音価）対1、1対2、移勢、1対4など）を示している。しかしフックスとはことなり、即興向きの、そこまで厳格ではない対位法も定義している。この対位法では、例えば反進行を必要としなかったり、完全協和音程の連続を禁止していない。上行や下行が過度に連続していても、さほど禁止の対象になっていない。この対位法は同時代の（例えばメールロの）トッカータやファンタージアなどの鍵盤曲にみることのできる様式を著したものである。
ディルータは、自身の作曲作品の多くを『トランシルヴァニア人』に含めているが、ほとんどが教育的な目的で書かれた作品で、さまざまな装飾や、難度の高い奏法をわざわざ示そうとするものである。これらは練習曲のもっとも早い例ということができるだろう。

## 関連文献
- Girolamo Diruta e il suo tempo, Atti del convegno: Deruta, 9 e 10 settembre 2011 a cura di Biancamaria Brumana e Carlo Segoloni, DSPU e Comune di Deruta 2012
- Eleanor Selfridge-Field, Venetian Instrumental Music, from Gabrieli to Vivaldi. New York, Dover Publications, 1994. ISBN 0-486-28151-5
- Articolo "Girolamo Diruta," in The New Grove Dictionary of Music and Musicians, ed. Stanley Sadie. 20 vol. London, Macmillan Publishers Ltd., 1980. ISBN 1-56159-174-2
- Gustave Reese, Music in the Renaissance. New York, W. W. Norton & Co., 1954. ISBN 0-393-09530-4
- Girolamo Diruta: 21 Versetti per gli inni dell'anno,8 versetti per i toni del Magnificat e 3 versetti d'intonazione, a cura di Mario G. Genesi, Piacenza, P.I.L, 2005